# Eileen Agar
Eileen Forrester Agar (Buenos Aires, 1 de dezembro de 1899 - Londres, 17 de novembro de 1991) foi uma artista britânica associada com o movimento surrealista.
Nascida em Buenos Aires, capital da Argentina, filha de um escocês e uma estadunidense, a família se mudou para Londres em 1911. Foi a co-fundadora do Grupo Surrealista Britânico, em 1939.
Em 1940, se casou com o escritor húngaro Josef Bard.